# ConBulk-Schiff
Das Conbulk-Schiff (vom englischen Container Bulk), kurz auch Conbulker, ist ein Schiffstyp, mit dem gleichzeitig Container sowie Massengut-Ladung transportiert werden können.

## Einzelheiten
ConBulk-Schiffe sind schiffbaulich eine Unterart des offenen Mehrzweck-Schüttgutfrachters und betriebsmäßig eine Art Zwitter zwischen Vollcontainerschiffen und Massengutschiffen (Bulkern). Die Rumpfform von Conbulkern ist im Allgemeinen völliger, das Laderaumvolumen im Verhältnis zur Schiffsgröße ist größer und der Antrieb auf geringere Geschwindigkeiten als bei reinen Containerschiffen ausgelegt. Aufgrund der größeren geforderten Flexibilität sind die boxförmigen Laderäume ohne Unterstau, aber nur bei wenigen Schiffen für den Transport von Containern mit Cellguides ausgerüstet. Für den Ladungsumschlag verfügen Conbulker normalerweise entweder über Kräne oder Portalkräne.
Typische Conbulker-Ladungen setzen sich aus Schüttgütern, Containern, Projektladungen sowie verschiedenen Massenstückgütern, beispielsweise Forstprodukte wie Holz, Zellulose oder Papier und Stahlerzeugnissen zusammen. Ein Teil der Schiffe wird auf festen Routen, häufig mit unpaarigen Ladungsaufkommen eingesetzt, der größere Teil der Schiffe ist normalerweise jedoch in der Trampschifffahrt beschäftigt.
Conbulker mit verstärkter Tankdecke zum Erztransport werden auch OBC-Frachter (englisch Ore Bulk Container) genannt.